# アレサネスミス
アレサ ネスミス（Aretha Nesmith、1984年9月1日 - ）は、日本のモデル、タレント。EXILE NESMITHの実妹。熊本県出身。身長156cm。

## 略歴
EXILEメンバーNESMITHの実妹として幼少の頃から兄と芸能活動を開始。地元熊本でモデルとして活動開始し、イベントガールやラジオ番組、インターネット番組などに出演した。
2014年に上京、本格的な芸能活動を開始し、雑誌の読者モデル、外国人タレントとしてモデル、CM、再現VTR、ドラマ、エキストラ、MVなど。
その後、フリーよりエターナルプロモーション（個人事務所）に所属し、FM調布で自身初の冠番組『CHANGE'S RADIO』を持つ。2015年にはフジテレビ番組レギュラー、TV埼玉、千葉TVの番組レギュラーコーナーにも出演中。ママタレントでもある。
2016年よりアーティスト活動を開始。

## 出演

### テレビ番組
- 未来ロケット（フジテレビ） - レギュラー
- オール☆in One（テレビ埼玉） - レギュラー
- ステラスタジアム（テレビ埼玉） - レギュラー
  - 「アレサのあれさぁ行ってみよう」コーナー
- マスター☆コレクション（千葉テレビ） - レギュラー
- とんねるずのみなさんのおかげでした（フジテレビ）

### 映画
- 虹の橋をかけぬけて

### ラジオ
- アレサネスミスのCHANGE'S（FM調布） - メインパーソナリティ
- 渋谷のラジオ ギャル部（FM78.3） - メインパーソナリティ

### CM
- PlayStation 4
- JCBトラベル
- PARCO（子役時代）

### MV
- SMAP「シャレオツ」[3]

## 雑誌
- BITTER
- men's knuckle
- 原宿ラフォーレ看板広告モデル レギュラー
- 月刊EXILE

## ファッションショー
- TOKYO FASHION COLLECTION 2014SS
- TEENS COLLECTION 2015
- ギャルコン（2014年12月） - ゲスト出演
- ギャルコン（2016年1月） - メインMC
- 茨城GOM FES 2015 - メインMC
- 2015 お台場「UGOKASU」 - ゲストタレント出演